# Yamatotakada
Yamatotakada (大和高田市 -shi) é uma cidade japonesa localizada na província de Nara.
Em 2003 a cidade tinha uma população estimada em 72 291 habitantes e uma densidade populacional de 4 386,59 h/km². Tem uma área total de 16,48 km².
Recebeu o estatuto de cidade em 1948.